# 워싱턴호

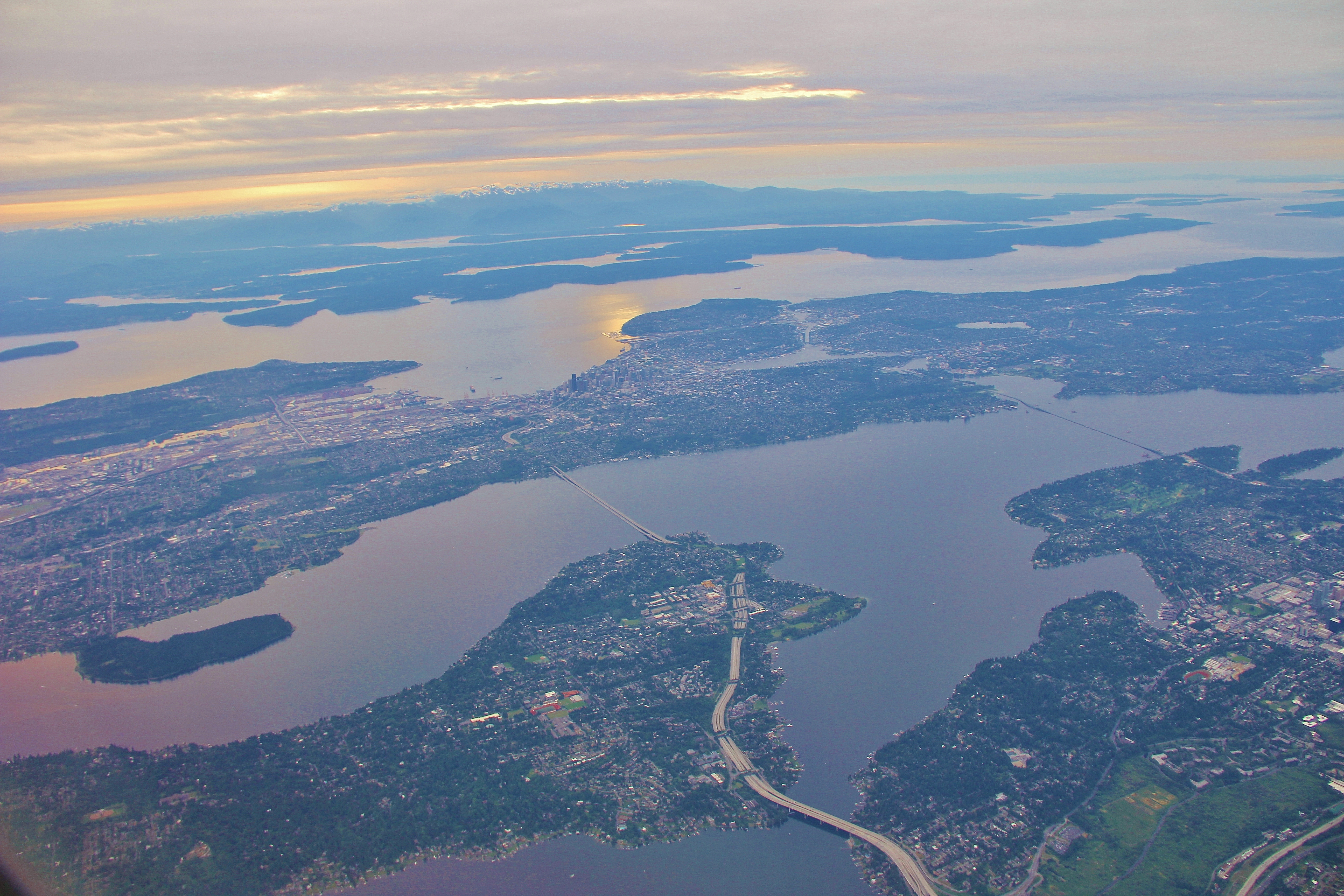
워싱턴호

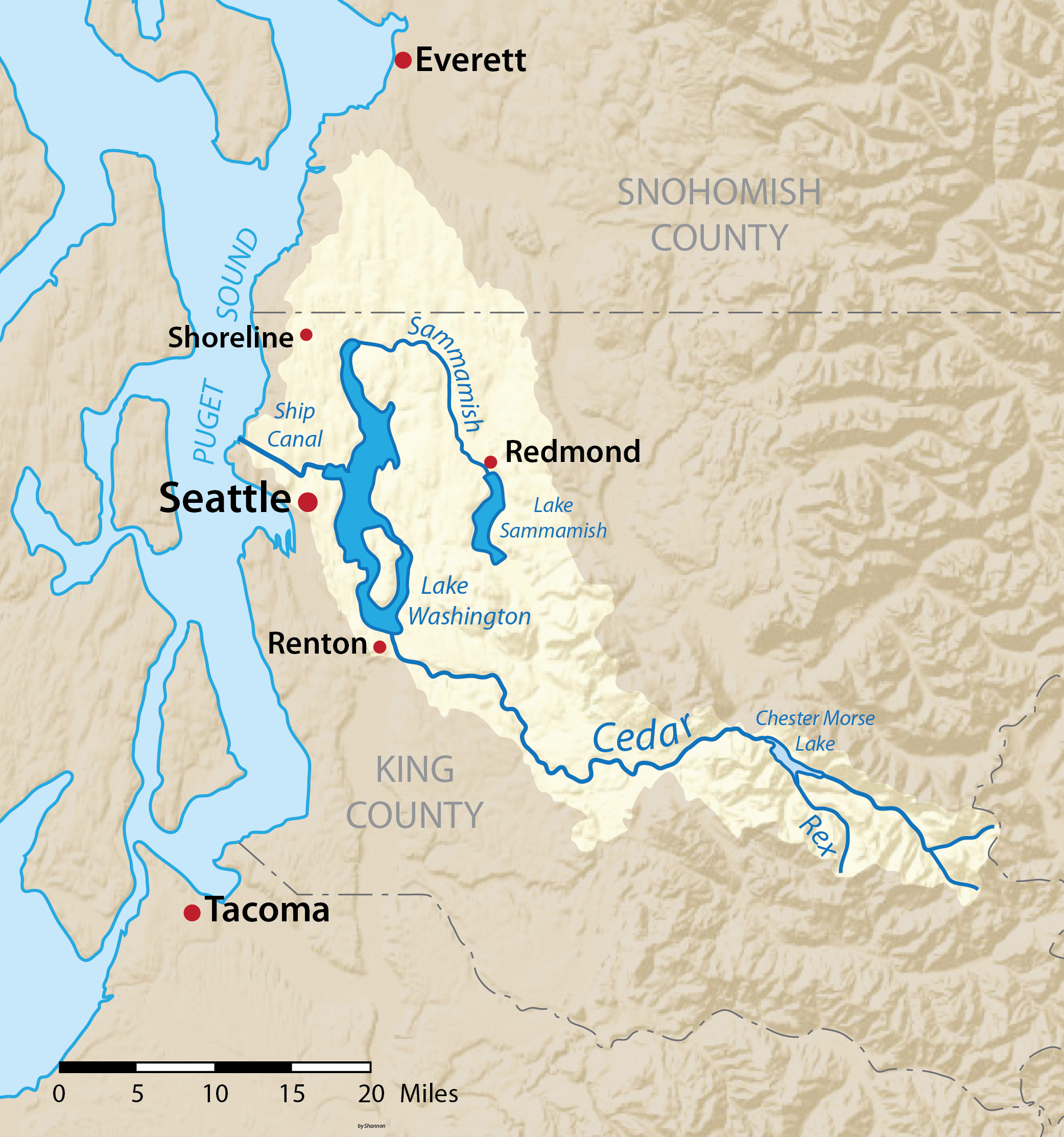
워싱턴호

워싱턴호(Lake Washington)는 미국 워싱턴주에 있는 호수다. 킹군에서 가장 큰 호수이고 워싱턴 주에서 두 번째로 큰 자연호수다. 서쪽으로 시애틀, 동쪽으로 밸뷰와 커클랜드, 남쪽으로 렌턴과 접하며 이 호수에는 머서 아일랜드 및 동명의 소도시가 있다. 북쪽으로 사마미시강, 남쪽으로 세다강과 이어져있다. 1854년 토마스 머서가 전 해에 새로 탄생된 워싱턴 준주에서 따와 이 호수의 이름을 붙였다. 배스, 송어 등이 서식한다.